# Thibuzabetum
Thibuzabetum war eine Stadt in der antiken römischen Provinz Mauretania Caesariensis und der spätantiken Mauretania Sitifensis im heutigen nördlichen Algerien.
Thibuzabetum war in der Spätantike Bischofssitz, darauf geht das Titularbistum Thibuzabetum zurück.